# Blue Gene
Blue Gene е суперкомпютър, създаден от IBM. Известен е с това, че е първият суперкомпютър, който достига скорост на изчисленията от 1 PFLOPS.

## В България
Машина от вида IBM Blue Gene/P е инсталирана в България през 2008 г., в Национален център за суперкомпютърни приложения, като анонсирането ѝ съвпада с добре познатата от миналото дата 9 септември. При инсталирането си тя е сред първите петстотин, като през ноември 2008 г. е на 127 място в класацията, през юни 2009 г. отива вече на 245 и през ноември 2009 г. – на 377 място сред 500-те най-мощни суперкомпютри в света.
Има данни, че суперкомпютърът е ползван от българския гросмайстор Веселин Топалов при подготовката му за мача срещу Вишванатан Ананд за световната титла по шахмат в София през 2010 г.
Към декември 2010 г. са реализирани 8 проекта – на БАН, СУ „Св. Климент Охридски“ и Медицинския университет.